# Clementina Díaz y de Ovando
Clementina Díaz y de Ovando (Laredo, Texas, 7 de novembre de 1916- Ciutat de Mèxic, 18 de febrer de 2012), és una escriptora, historiadora, investigadora i acadèmica mexicana especialitzada en art i arquitectura de Nova Espanya.
Estudià filosofia i lletres a l'Universidad Nacional Autónoma de México (llicenciatura, 1939, màster, 1959, doctorat, 1965).

## Distincions i nomenaments
- Investigadora Emérita, UNAM, 1983.
- Premio Universidad Nacional, 1988.
- Miembro de la Junta de Gobierno de la UNAM,1976-1986
- Consejera de la Comisión Nacional de Derechos Humanos, 1993.
- Cronista de la Universidad Nacional Autónoma de México, 1994.
- Presea Miguel Othón de Mendizábal, Instituto Nacional de Antropología e Historia, 1994.

## Obres
- El Colegio Mexicano de San Pedro y San Pablo (1951)
- Obras completas de Juan Díaz Covarrubias (1959)
- La Escuela Nacional Preparatoria. Los afanes y los días (1972)
- Vicente Riva Palacio. Antología (1976)
- La Ciudad Universitaria. Reseña histórica 1929-1955 (1979)
- Odontología y publicidad en la prensa mexicana del siglo XIX (1982)
- Crónica de una quimera. Una inversión norteamericana en 1879 (1989)
- La postura de México frente al patrimonio arqueológico nacional (1990)